# Бранденбургские ворота (Потсдам)
Бранденбургские ворота в Потсдаме (нем. Brandenburger Tor in Potsdam) — городские ворота, построенные в 1770 году. Они на 18 лет старше знаменитых Бранденбургских ворот в Берлине.
Малые Бранденбургские ворота следует отличать от одноимённого символа германской столицы. Они построены по проекту архитекторов Карла фон Гонтарда и Георга Христиана Унгера по указанию Фридриха Великого. Ворота расположены в западной части 'Бранденбургской улицы (нем. Brandenburger Straße). На этом месте до 1733 года стояли другие, более скромные ворота, напоминавшие крепостные.
В конце Семилетней войны Фридрих II повелел снести старые ворота и возвести на их месте новые Бранденбургские ворота в честь победы в этой войне. Бранденбургские ворота по своей форме напоминают поэтому древнеримскую триумфальную арку. Прообразом для них послужила арка Константина в Риме. О влиянии древнеримской архитектуры свидетельствуют двойные коринфские колонны и массивный карниз.
У потсдамских Бранденбургских ворот два разных фасада, что объясняется участием в их создании двух архитекторов. Гонтард спроектировал фасад, обращённый в город, а Унгер — внешний фасад. Боковые проходы для пешеходов появились только в 1843 году при Фридрихе Вильгельме IV.